# Нихилизам
Нихилизам (лат. nihil — ништа) филозофско је уверење да ништа у реалности не постоји (метафизички нихилизам) или да се ништа не може поуздано спознати (спознајнотеоријски нихилизам или агностицизам). У етици се нихилизам јавља као тврдња да нема објективног критеријума морала (етички нихилизам). Нихилизам се може испољавати и кроз порицање вредности било које или свих социјалних структура, власти и закона, норми вредности и моралних принципа. Оваква оријентација може водити ка насиљу и тероризму према успостављеном систему али може резултовати и пасивним отпором свему, без икаквих алтернатива на уму.
Нихилизам је филозофија или породица погледа унутар филозофије која одбацује аспекте живота или постојања, посебно знање, објективну истину или смисао. Различити нихилистички ставови различито истичу да су људске вредности неутемељене, да је живот бесмислен, да је знање немогуће или да неки скуп ентитета не постоји или је бесмислен или безначајан.
Научници који проучавају нихилизам могу га сматрати само ознаком која је примењена на различите засебне филозофије, или као посебан историјски концепт који произлази из номинализма, скептицизма и филозофског песимизма, као и вероватно из самог хришћанства. Савремено схватање идеје у великој мери потиче из ничеанске „кризе нихилизма”, из које произлазе два централна концепта: уништавање виших вредности и супротстављање афирмацији живота. Ранији облици нихилизма, међутим, могу бити селективнији у негирању специфичних хегемонија друштвеног, моралног, политичког и естетског мишљења.
Термин се понекад користи у контексту аномије ради објашњавања општег расположења очаја због уочене бесмислености постојања или произвољности људских принципа и друштвених институција. Нихилизам је такође описан као упадљив или саставни део одређених историјских периода. На пример, Жан Бодрилард и други су окарактерисали постмодерност као нихилистичку епоху или начин мишљења. Слично, неки теолози и верске личности су изјавили да постмодерност  и многи аспекти модерности представљају нихилизам негацијом верских принципа. Нихилизам се, међутим, нашироко приписује и верским и нерелигиозним гледиштима.
У популарној употреби, термин се обично односи на облике егзистенцијалног нихилизма, према којима је живот без унутрашње вредности, смисла или сврхе. Друге проминентне позиције унутар нихилизма укључују одбацивање свих нормативних и етичких погледа (Морални нихилизам), одбацивање свих друштвених и политичких институција (Политички нихилизам), став да никакво знање не може постојати или постоји (Епистемолошки нихилизам), и низ метафизичких позиција, које тврде да неапстрактни објекти не постоје (Метафизички нихилизам), да сложени објекти не постоје (Мереолошки нихилизам), или чак да сам живот не постоји.